# رامال
رامال (به ترکی آذربایجانی: Ramal) یک منطقهٔ مسکونی در جمهوری آذربایجان است که در شهرستان اوجار واقع شده‌است. رامال ۷۷۸ نفر جمعیت دارد.